# Thomas Keller
Pour les articles homonymes, voir Keller.
Thomas Keller, né le 14 octobre 1955 à Camp Pendleton en Californie (États-Unis), est un chef cuisinier américain, restaurateur et auteur de livres de cuisine. Il est reconnu par le monde de l'art culinaire, comme un des meilleurs cuisiniers du monde, avec entre autres 7 étoiles au Guide Michelin, et les titres de meilleur chef d'Amérique 1997 par la James Beard Foundation et Time Magazine, et meilleur restaurant du monde 2003 et 2004 par la revue britannique Restaurant. 

## Biographie
Né sur le Marine Corps Base Camp Pendleton où son père est fusilier marin, Thomas Keller apprend la cuisine très jeune dans le restaurant de sa mère, de Palm Beach en Floride, où il déménage vers l'âge de 7 ans. Il apprend ensuite son métier durant un long apprentissage dans de nombreux restaurants aux États-Unis, entre autres avec son mentor Roland Henin (en) à Rhode Island près de New York.  
En 1986, il ouvre son bar/ bouchon / boulangerie / pâtisserie Rakel, à New York. En 1994, il ouvre son restaurant gastronomique The French Laundry (La blanchisserie française) à Yountville dans la Napa Valley / baie de San Francisco en Californie, puis son restaurant gastronomique Per Se dans le Time Warner Center du Columbus Circle de Manhattan à New York en 2004,, ainsi que de nombreux autres établissements culinaires à New York et en Californie... Il est régulièrement auréolé de très nombreuses distinctions et prix culinaires, dont les prix de Meilleur chef californien en 1996 et Meilleur Chef en Amérique en 1997 de la James Beard Foundation, Meilleur Chef de l'Amérique par le Time Magazine, docteur honoris causa des arts culinaires en 2003 par l’Université Johnson & Wales de Rhode Island près de New York, pour sa contribution à sa profession.
Il est un des chefs les plus étoilés de l'histoire de l'art culinaire (avec Eugénie Brazier, Marc Veyrat, Joël Robuchon et Alain Ducasse), avec ses prestigieuses Trois étoiles du Guide Michelin pour son restaurant Per Se de New York depuis 2006 (premier restaurant étoilé des États-Unis), Trois étoiles pour son restaurant The French Laundry de Yountville depuis 2007, et une étoile pour son Bouchon également de Yountville depuis 2007. 

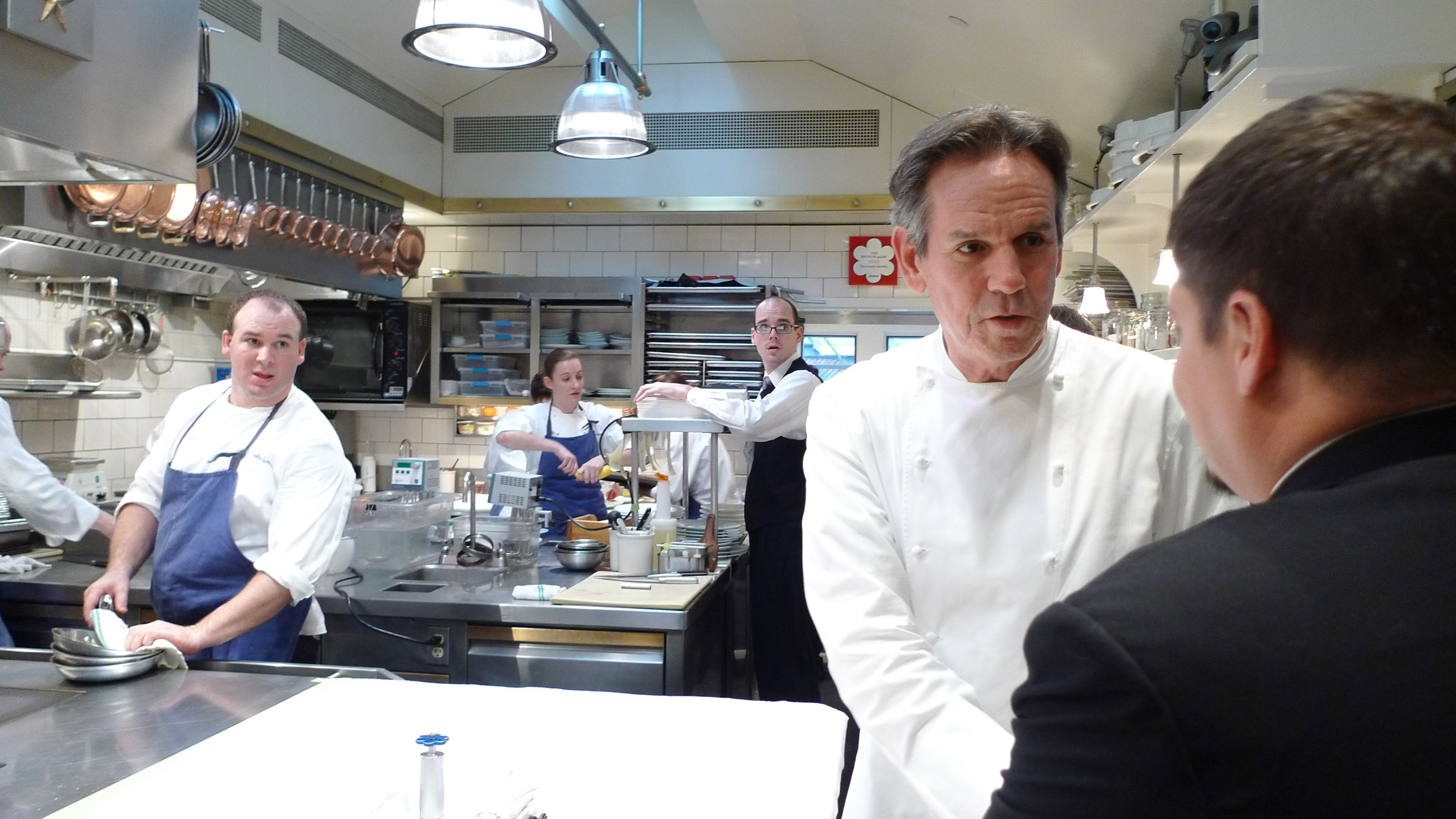
Thomas Keller, en 2009
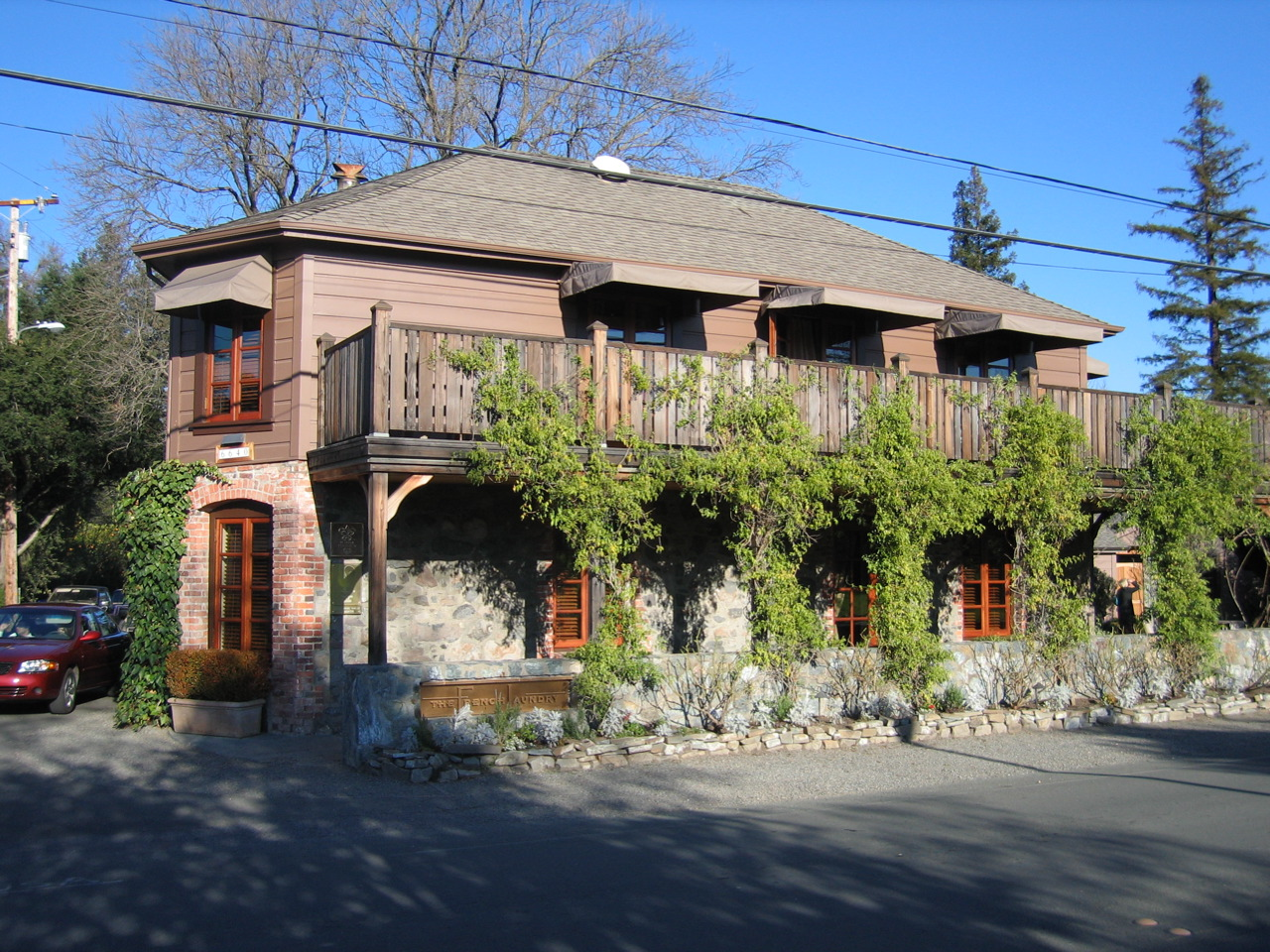
The French Laundry, Yountville, Californie
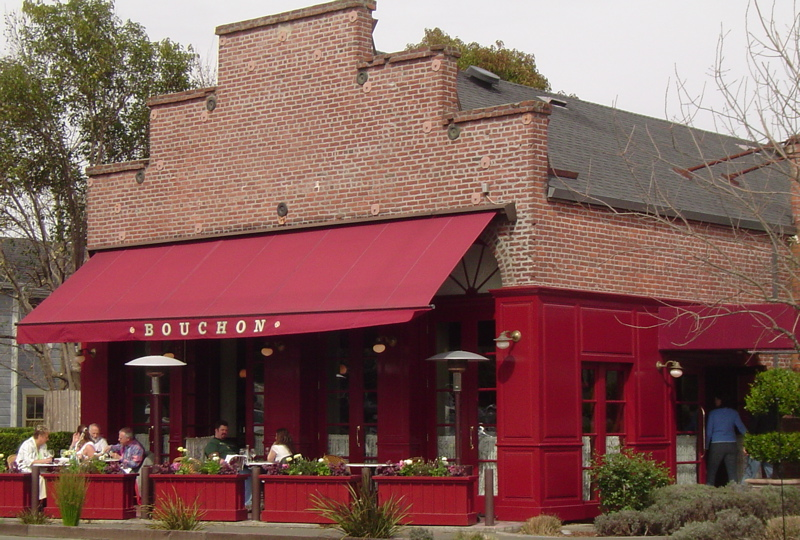
Bouchon , Yountville, Californie
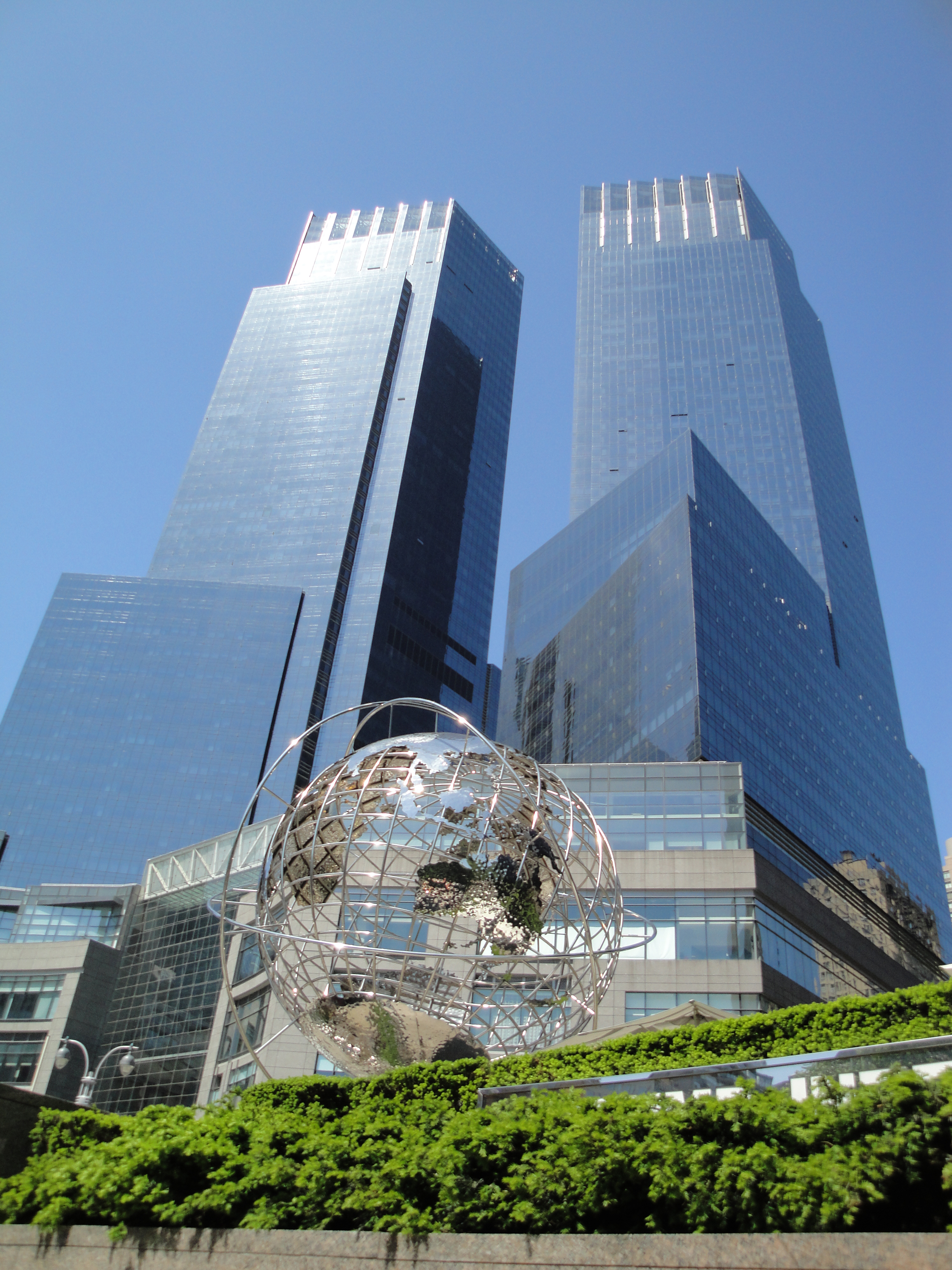
Per Se, du Time Warner Center de Manhattan
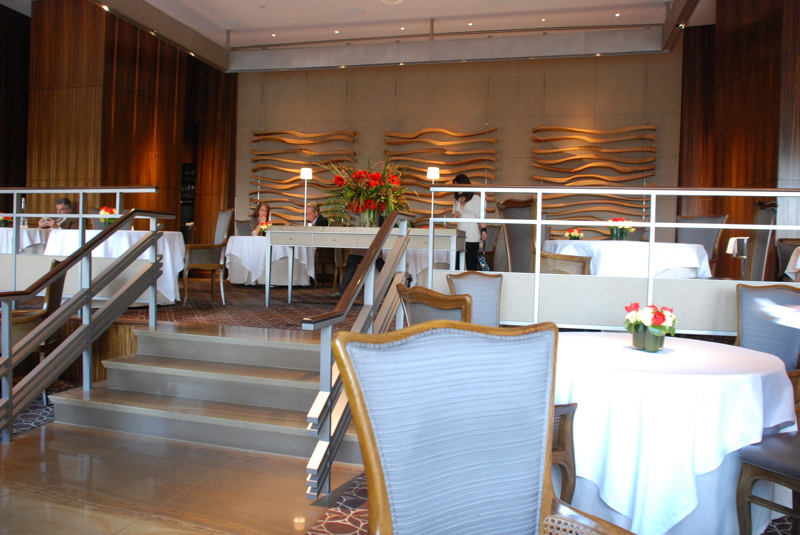
Per Se, du Time Warner Center de Manhattan

Il est choisi comme conseiller culinaire / formateur pour le film d'animation à succès Ratatouille de Brad Bird et Pixar Animation Studios, sorti en 2007 (élu en 2008 Golden Globe du meilleur film d'animation, et Oscar du meilleur film d'animation), pour lequel il rend célèbre une variation contemporaine de la ratatouille, le Confit byaldi du chef Michel Guérard.

Quelques recettes culinaires du chef Thomas Keller
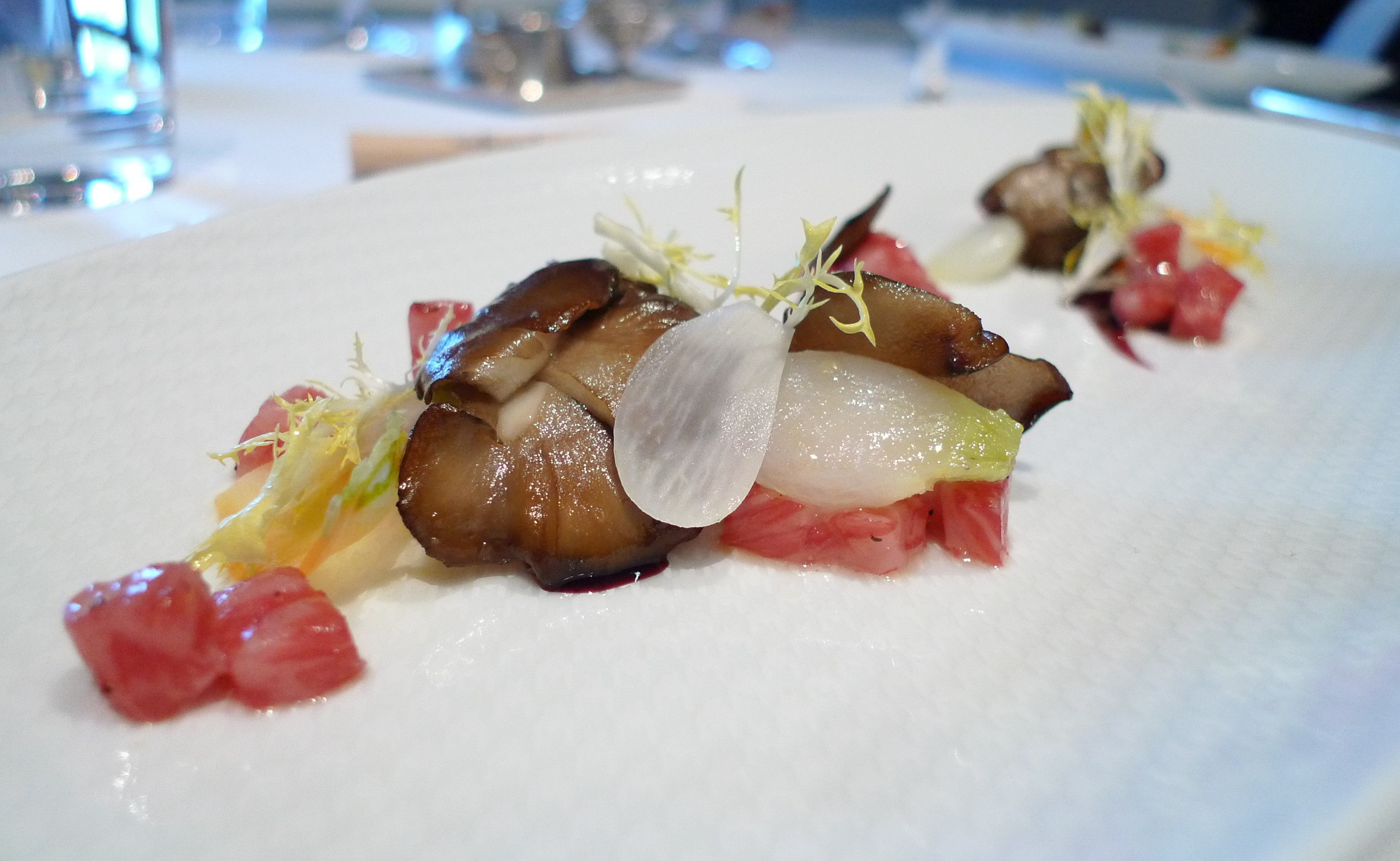
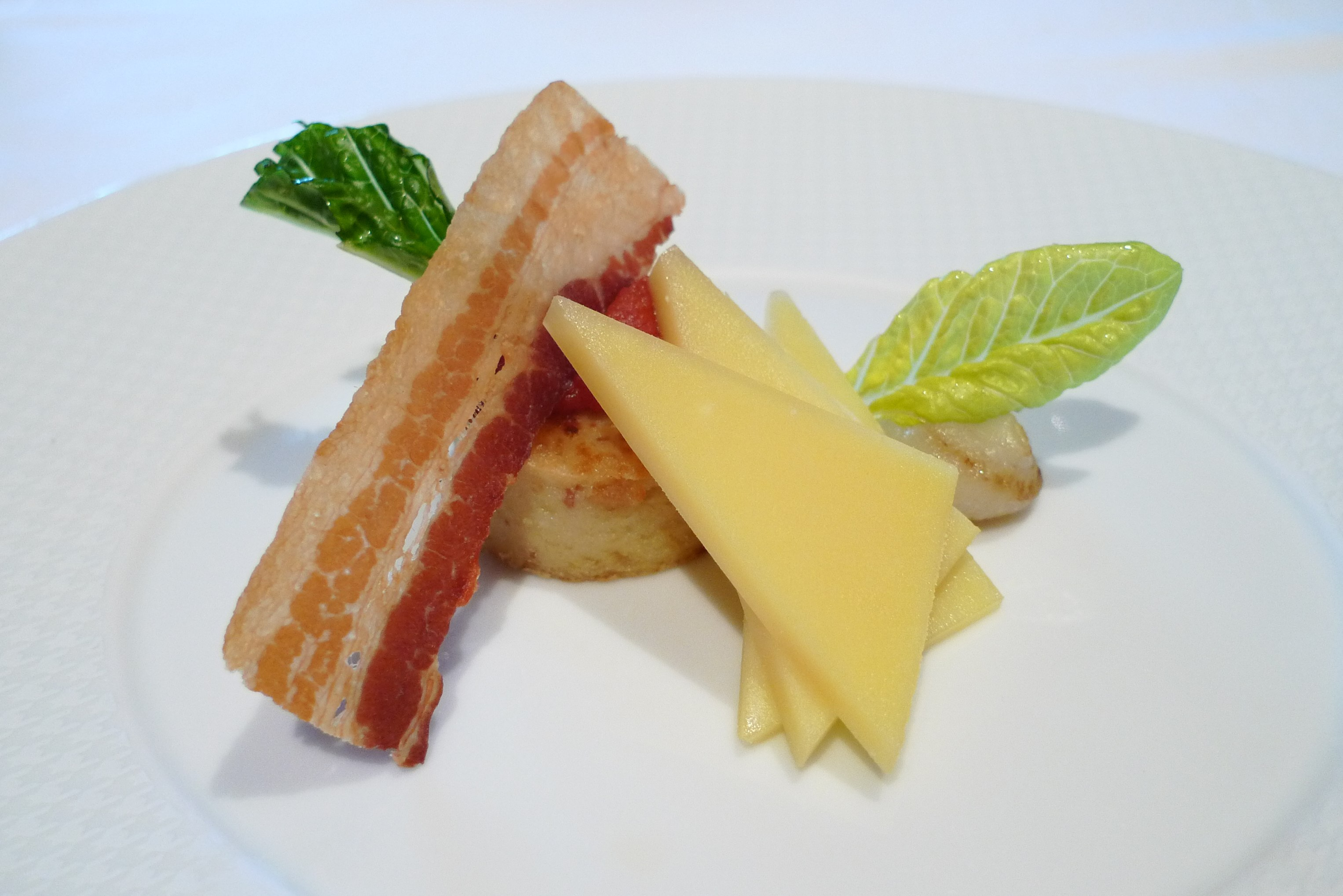
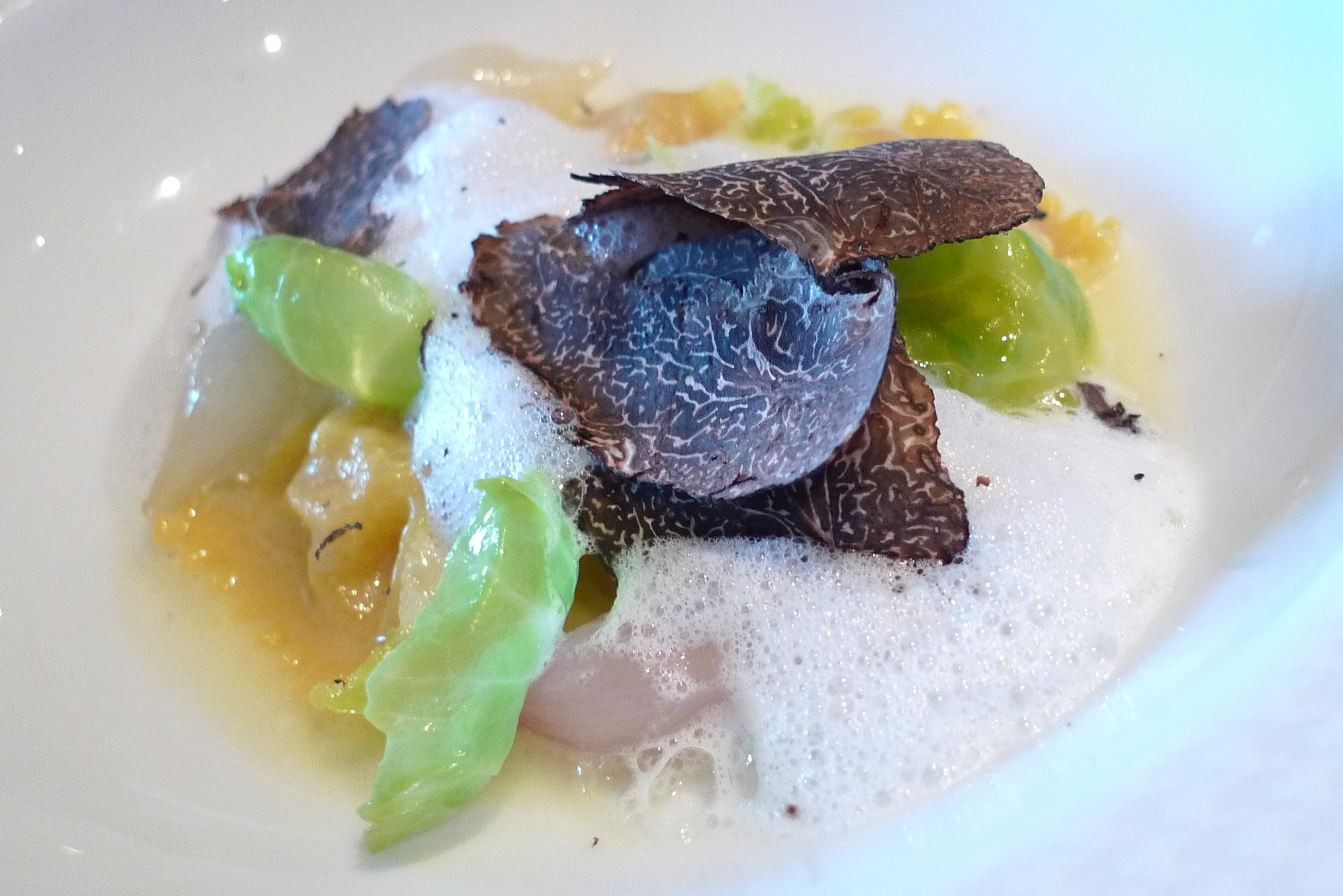
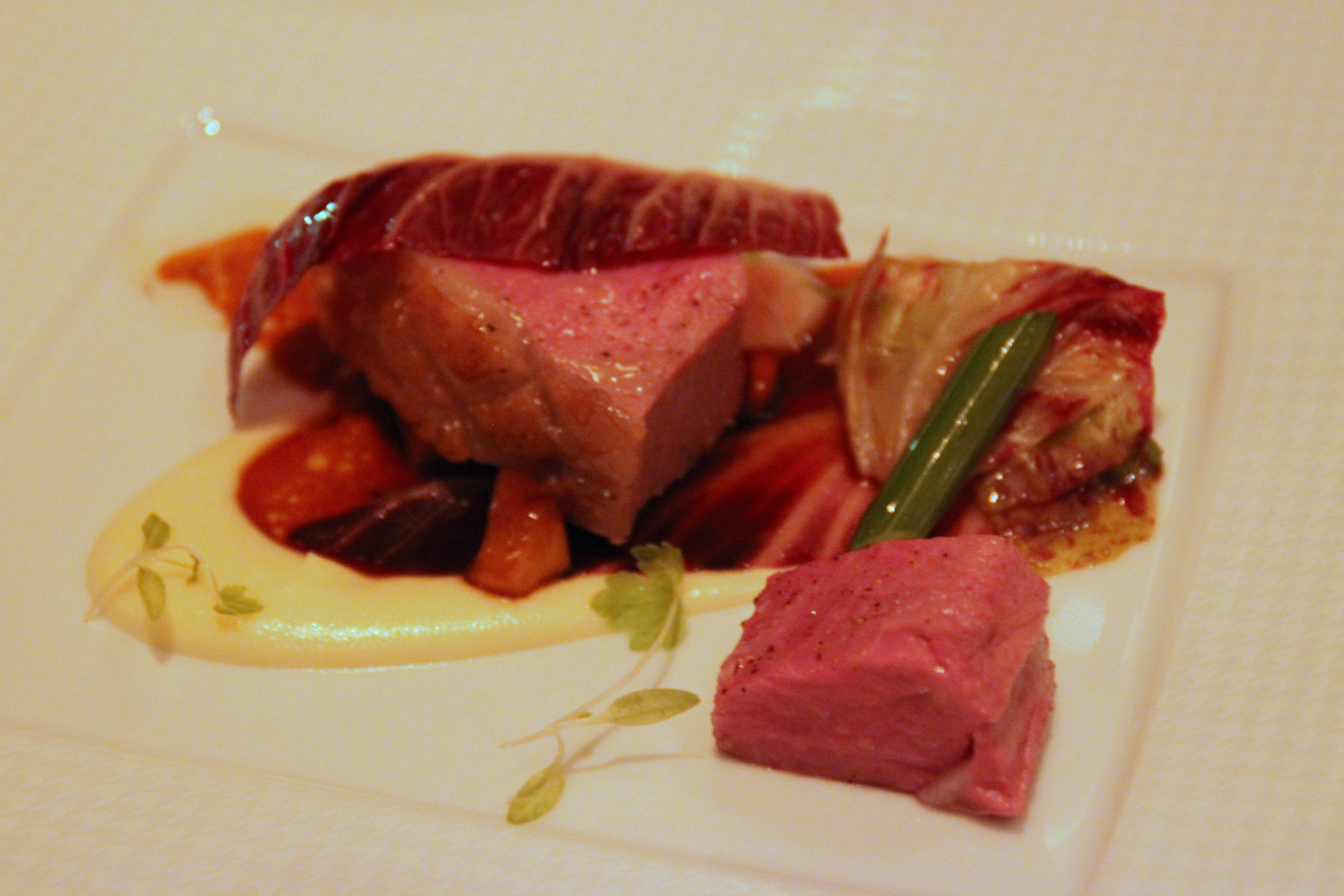
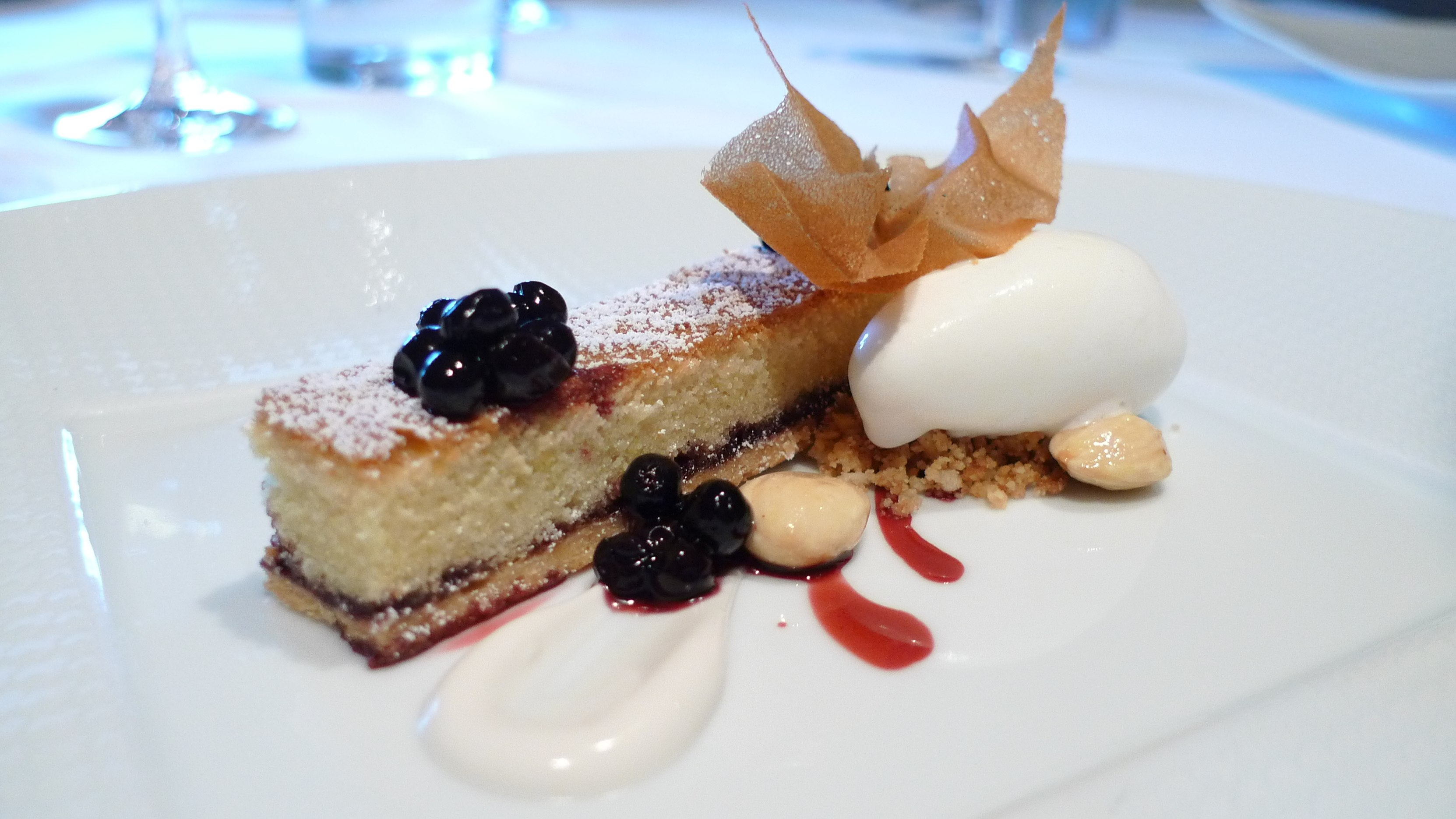

En 2008 Paul Bocuse (et son fils Jérôme Bocuse) lui demande de fonder et présider la fondation Bocuse d'Or USA. Il déclare « Quand le chef Paul Bocuse vous appelle au téléphone et dit qu'il aimerait que vous soyez président de l'équipe américaine, vous dites « Oui, chef ». Il est le modèle, l'icône ». En 2009, Paul Bocuse lui remet le titre de Chevalier de la Légion d'honneur, au nom du Président de la République française Nicolas Sarkozy, en reconnaissance de son engagement à vie aux traditions de la cuisine française, et pour son rôle dans l'élévation de la cuisine aux États-Unis.